# Lijst van dagboekschrijvers
Deze pagina bevat een lijst van bekende dagboekschrijvers en van verzonnen dagboeken.

## A
- John Adams, tweede President van de Verenigde Staten, staatsman, diplomaat
- John Quincy Adams, zesde President van de Verenigde Staten, staatsman, diplomaat
- James Agate, schrijver en criticus
- Louisa May Alcott, romanschrijver
- Isaac Ambrose, Puritein
- Henri-Frederic Amiel, filosoof, dichter en criticus
- Ananda Ranga Pillai, tolk van Frans-Indië
- Harriet Arbuthnot, dichtvennoot van Arthur Wellesley, eerste Hertog van Wellington

## B
- Martha Ballard, vroedvrouw en genezer
- W. N. P. Barbellion, natuuronderzoeker, essayist en korte verhalenschrijver
- Mary Anne Barker, Brits schrijfster
- Marie Bashkirtseff, schilder
- Libby Beaman, eerste niet-inheemse vrouw op de Pribilofeilanden
- Peter Hill Beard, fotograaf in Afrika
- Ruth Benedict, antropoloog
- Tony Benn, Britse politicus
- Alan Bennett, schrijver, toneelregisseur
- Arnold Bennett, romanschrijver
- Adolfo Bioy Casares, Argentijns fictieschrijver en frequent medewerker van Jorge Luis Borges
- Nicholas Blundell
- Violette Bonham Carter, Britse politicus, dochter van Premier Herbert Henry Asquith
- Stanley Booth, publiceerde zijn persoonlijke ervaringen met muzikanten in de jaren 60 in de jaren 70
- James Boswell, kroniekschrijver van Samuel Johnson
- Vera Brittain, auteur en feministe
- Fanny Burney, romanschrijver

## C
- Meg Cabot, auteur
- Alastair Campbell, Brits journalist en auteur
- Emily Carr, kunstenaar
- Jim Carroll, auteur, dichter en musicus
- Lewis Carroll, schrijver en wiskundige
- Henry "Chips" Channon, Britse politicus en auteur
- John Cheever, Amerikaanse romanschrijver
- Claire Lee Chennault, hoofd van de legendarische Vliegende Tijgers
- Mary Chesnut, beschreef het leven in Zuid-Carolina tijdens de Amerikaanse Burgeroorlog
- Alan Clark, Brits politicus en historicus
- Galeazzo Ciano, Mussolini's minister van Buitenlandse Zaken
- Kurt Cobain, rockmusicus, Nirvana's zanger
- Richard Crossman, Brits politicus en schrijver
- Aleister Crowley, Brits occultist en dichter
- Adam Czerniaków, hoofd Getto van Warschau
- Aina Cederblom, Zweeds ontdekkingsreizigster en schrijfster

## D
- Charles Lutwidge Dodgson - zie Lewis Carroll
- George Bubb Dodington, Brits politicus en edelman
- Pete Doherty, rockmusicus (Babyshambles)
- Anna Dostoyevskaya, vrouw van Fyodor Dostoevsky
- Fyodor Dostoevsky, auteur
- Margriet Duras, auteur

## E
- Isabelle Eberhardt
- Mircea Eliade, Roemeense historicus van godsdienst en mythologie
- George Eliot, schrijver
- Edward Robb Ellis, journalist en schrijver
- Ralph Waldo Emerson, schrijver
- John Evelyn, schrijver en hovenier

## F
- Marianne Faithfull, zangeres en actrice
- Eliza Fay, indoloog
- Zlata Filipović, dagboekschrijver in Sarajevo gedurende de oorlogen in Joegoslavië
- Miles Franklin, Australisch auteur
- Donald Friend, Australisch artiest
- Anne Frank, dagboekschrijfster gedurende de Tweede Wereldoorlog
- Elizabeth Freke
- Elizabeth Wynne Fremantle, schrijfster van The Wynne Diaries
- Max Frisch, romanschrijver en toneelschrijver
- Buckminster Fuller, ontwerper en ingenieur

## G
- Wanda Gag, artiest en kinderboekenschrijfster
- André Gide, auteur
- Allen Ginsberg, dichter
- Mary Gladstone, Brits politicus
- Joseph Goebbels, Adolf Hitlers minister van propaganda
- Francine du Plessix Gray, auteur
- Charles Greville, Engels cricketer
- Eugénie de Guérin
- Che Guevara, marxistisch revolutionair
- Charlotte Forten Grimké, abolitionist (tegenstander van slavernij)

## H
- Richard Hammond, presentator Top Gear
- Eric Harris
- Hedwig Elizabeth Charlotte van Holstein
- Philip Henslowe
- Etty Hillesum, Joods slachtoffer van de nazi's in de Tweede Wereldoorlog
- George Hilton
- Henry Hitchcock
- Richard Hoare, Engels antiquair
- Margaret Hoby
- Karen Horney, psychoanalytica
- Gerard Manley Hopkins, dichter
- John Hunton, schreef over zijn dagelijks leven in Wyoming en schreef over veel bekende personages uit het Wilde Westen

## I
- Arthur Crew Inman, auteur

## J
- Alice James, zus van Henry James en William James
- Derek Jarman, schilder en filmmaker
- Arthur Jessop, apotheker
- Carolina Maria de Jesus, Braziliaans schrijfster
- Liz Jones, schrijfster en journalist
- William Jones
- Ernst Jünger, schrijver

## K
- Franz Kafka, schrijver
- Frida Kahlo, schilder
- Alfred Kazin, literatuurcriticus
- Friedrich Kellner, Duits sociaaldemocraat en auteur
- Frances Anne Kemble, actrice
- Søren Kierkegaard, filosoof
- Francis Kilvert, beschreef het Victorische leven
- Lincoln Edward Kirstein, Amerikaans schrijver
- Aya Kitō, auteur
- Käthe Kollwitz, artiest
- William Lyon Mackenzie King, Canadees premier
- Victor Klemperer, professor in de letterkunde, beschreef zijn leven als Jood in de Tweede Wereldoorlog

## L
- Selma Lagerlöf, eerste vrouwelijke winnaar van de Nobelprijs voor de Literatuur
- Luca Landucci, apotheker
- Mark Latham, Australisch politicus
- James Lees-Milne, biograaf en historicus
- Madeleine L'Engle, auteur
- Elisabeth Leseur
- Anne Morrow Lindbergh, vrouw van Charles Lindbergh
- Courtney Love, actrice en rockmuzikant

## M
- John MacDonald, schrijver
- Henry Machyn
- Charles Malik, filosoof en diplomaat
- Thomas Mann, Duits romanschrijver en winnaar van de Nobelprijs voor de Literatuur
- Judith Malina, actrice
- John Manningham, advocaat
- Katherine Mansfield, schrijfster
- Florida Scott-Maxwell, actrice, psychologe
- Megan McCafferty, auteur
- Matsuo Bashō, dichter (ook bekend wegens zijn reisdagboeken)
- Michinaga
- John Milward
- Alanis Morissette, Canadees singer-songwriter
- Helena Morley
- Roger Morrice, Engels Puriteins minister en politiek journalist
- Arthur Munby, Victoriaans dichter
- Iris Murdoch, schrijfster

## N
- Sylas Neville
- Stevie Nicks, singer-songwriter en lid van Fleetwood Mac
- Harold Nicolson, Brits diplomaat, politicus en auteur
- Vaslav Nijinsky, Russisch balletdanser en choreograaf
- Anaïs Nin, Frans schrijfster en dichteres

## O
- James Oakes
- Joyce Carol Oates, auteur
- Willem Oltmans, journalist en auteur
- Joe Orton, toneelschrijver
- Cynthia Ozick, auteur

## P
- Michael Palin, acteur, vooral bekend van Monty Python
- Frances Partridge, schrijver
- George S. Patton, Amerikaans generaal
- Emily Pepys
- Samuel Pepys, Brits ambtenaar
- Elizabeth Percy
- Sylvia Plath, dichteres
- James Polk, elfde president van de Verenigde Staten
- Beatrix Potter, Engels kinderboekenschrijfster
- Hana Pravda, actrice (overleefde de Holocaust en schreef hierover)
- Dawn Powell, schrijver
- Barbara Pym, romanschrijfster

## R
- Thomas Raikes
- Ronald Reagan, veertigste president van de Verenigde Staten
- Märta Helena Reenstierna
- Ned Rorem, componist
- Henry Rollins, zanger
- Heleen van Royen, Nederlandse schrijfster
- Dudley Ryder

## S
- George Sand, schrijver
- May Sarton, dichter en romanschrijver
- Siegfried Sassoon, dichter en auteur
- Marlene A. Schiwy, schrijver
- Sir Walter Scott, romanschrijver
- George Bernard Shaw, toneelschrijver, winnaar van de Nobelprijs voor de Literatuur
- Sei Shōnagon
- Emily Shore
- Malla Silfverstolpe
- Frances Stevenson, vrouw van Brits premier David Lloyd George
- Joseph Stilwell, Amerikaans generaal

## T
- George Templeton Strong, Amerikaans advocaat
- Henry Teonge
- Daniel Terdiman, journalist
- John Thomlinson
- Henry David Thoreau, auteur en filosoof
- Hester Thrale, auteur en vriend van Samuel Johnson
- Sophia Tolstoy, vrouw van Russisch auteur Leo Tolstoy
- Marina Tsvetajeva, dichter en schrijfster
- Anne Truitt, artiest
- Harry S. Truman, drieëndertigste President van de Verenigde Staten
- Thomas Turner, 1729–1793

## V
- Marie Vassiltchikov, Russisch prinses
- Victoria van het Verenigd Koninkrijk, koningin van het Verenigd Koninkrijk

## W
- Alice Walker, auteur
- Cosima Wagner, dochter van Franz Liszt en tweede vrouw van Richard Wagner
- Richard Wagner, componist
- Ralph Ward
- Sabrina Ward Harrison
- Andy Warhol, artiest
- Simone Weil, filosoof
- Denton Welch, auteur
- Opal Whiteley, auteur
- Elie Wiesel, auteur
- Kenneth Williams, komiek
- Adam Williamson
- Edmund Wilson, schrijver en criticus
- Otto Wolf, Joods onderduiker in de Tweede Wereldoorlog
- James Woodforde, Engels predikant
- Wilford Woodruff
- Virginia Woolf, auteur en feminist
- Dorothy Wordsworth, dichter

## Y
- Zina D. H. Young

## Verzonnen dagboeken
- The Diary of Mrs Pepys (door F.D. Ponsonby, London 1934)
- The Journal of Mrs Pepys (door Sara George, 1998)
- Bridget Jones's Diary
- Diary of a Nobody
- The Diary of Samuel Marchbanks
- The Moneypenny Diaries
- The Secret Diary of Adrian Mole, Aged 13¾
- The Turner Diaries
- The Princess Diaries
- Sloppy Firsts
- Diary of a Chav door Grace Dent
- Diary of a Wimpy Kid door Jeff Kinney
- Any Human Heart: The Intimate Journals of Logan Mountstuart door William Boyd
- A Journal of Impossible Things Dagboek van de dokter in de televisieserie "Doctor Who."